# 小坂村 (石川県)
小坂村（こさかむら）は石川県河北郡に存在した村。

## 概要
- 現在の金沢市北東部に位置している地域で、旧森本町の南側に隣接する。村名は鎌倉時代以降に存在した荘園（小坂荘）に由来する。
- 加賀野菜の一つである加賀れんこん（小坂れんこん）の生産地であり、湿地帯から高台まで広範囲に亘る。現在の施設では西は北陸自動車道金沢東インターチェンジ周辺、東は金沢星稜大学・星稜高等学校・中学校・東長江インターチェンジ（金沢外環状道路）、南は北陸本線(現:IRいしかわ鉄道線)の東金沢駅・金沢貨物ターミナル駅周辺が旧小坂村の区域になる。

## 歴史
- 1907年（明治40年）8月10日 - 小金村、坂井村、中口村及び金川村が合併して、小坂村が発足する。
- 1936年（昭和11年）4月1日 - 金沢市に編入する。
- 世帯数は1,111戸、人口は6,420人（ともに1920年当時）。

### 合併後の町名変更
- 合併後、以下の旧小坂村の地域は町名変更されたが、その他は金沢市の町名に継承された。
  - 談義所（だんぎしょ） - 鳴和町
  - 長屋（ながや） - 東長江町（ひがしながえまち）
  - 山上（やまのうえ） - 山の上町5丁目
  - 金市新保（かないちしんぼ） - 金市町
  - 新保荒屋（しんぼあらや） - 荒屋町
  - 大衆免（だいじゅめ） - 元町
  - 浅野 - 浅野本町
  - 浅野中島 - 京町
  - 今 - 今昭町（いまあきまち）

### 旧村名との対比
小坂村合併前の旧村名と現在の町名との対比は以下の通り。
- 旧・小金村 - 神宮寺、鳴和、東長江町、御所町、小二又町、伝燈寺町、夕日寺町、牧町、小坂町、三池町、卯辰町
- 旧・坂井村 - 神谷内町、百坂町、福久町、柳橋町、横枕町、法光寺町、金市町、荒屋町
- 旧・中口村 - 乙丸町、高柳町、田中町、元町、浅野本町、京町
- 旧・金川村 - 千木、千木町、疋田町、千田町、宮保町、今昭町